# Serica rufoplagiata
Serica rufoplagiata är en skalbaggsart som beskrevs av Leon Fairmaire 1893. Serica rufoplagiata ingår i släktet Serica och familjen Melolonthidae. Inga underarter finns listade i Catalogue of Life.